# Monte Redondo (Arcos de Valdevez)
Monte Redondo é uma povoação portuguesa sede da Freguesia de Monte Redondo do Município de Arcos de Valdevez, freguesia com 2,38 km² de área e 196 habitantes (censo de 2021), tendo, por isso, uma densidade populacional de 82,4 hab./km².
Nesta região deteve a Ordem de Malta importantes bens. Razão pela qual o brasão de armas da freguesia ostenta a cruz oitavada aquela antiquíssima Ordem Religiosa e Militar.

## Demografia
A população registada nos censos foi:
| Distribuição da População por Grupos Etários | Distribuição da População por Grupos Etários | Distribuição da População por Grupos Etários | Distribuição da População por Grupos Etários | Distribuição da População por Grupos Etários |
| -------------------------------------------- | -------------------------------------------- | -------------------------------------------- | -------------------------------------------- | -------------------------------------------- |
| Ano                                          | 0-14 Anos                                    | 15-24 Anos                                   | 25-64 Anos                                   | > 65 Anos                                    |
| 2001                                         | 39                                           | 39                                           | 120                                          | 86                                           |
| 2011                                         | 22                                           | 26                                           | 103                                          | 76                                           |
| 2021                                         | 26                                           | 9                                            | 97                                           | 64                                           |